# 特雷梅卢瓦尔
特雷梅卢瓦尔（法語：Tréméloir，法語發音：[tʁemelwaʁ]）是法国阿摩尔滨海省的一个旧市镇，属于圣布里厄区。2016年，特雷梅卢瓦尔与市镇波尔迪克合并为新的波尔迪克。

## 地理
特雷梅卢瓦尔（48°33'20"N, 2°51'30"W）面积4.69 平方千米，位于法国布列塔尼大區阿摩尔滨海省，该省份为法国西北部沿海省份，位于布列塔尼半岛北部，北濒大西洋英吉利海峡，西接菲尼斯泰尔省，南至莫尔比昂省，东临伊勒-维莱讷省。
与特雷梅卢瓦尔接壤的市镇（或旧市镇、城区）包括：波尔迪克、普莱洛、特雷戈默尔、特雷米松。

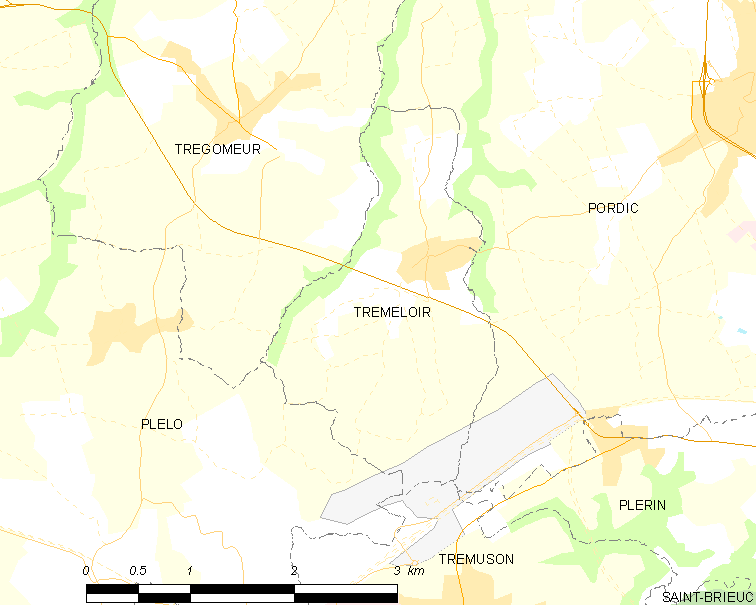
特雷梅卢瓦尔的OSM定位图

特雷梅卢瓦尔的时区为UTC+01:00、UTC+02:00（夏令时）。

## 行政
特雷梅卢瓦尔的邮政编码为22590，INSEE市镇编码为22367。

## 政治
特雷梅卢瓦尔所属的省级选区为普莱兰县。

## 人口

1962-2008年间特雷梅卢瓦尔人口变化图示

特雷梅卢瓦尔于2018年1月1日时的人口数量为869人。